# محمد مجدي الحسيني
محمد مجدي الحسيني محمود (محمد مجدي الحسيني محمود؛ وُلد في 23 أبريل 1989) هو لاعب كرة قدم مصري محترف، يلعب في مركز الوسط مع نادي برقان ضمن كأس الاتحاد الكويتي لكرة القدم.

## مسيرته الدولية مع الأندية
بدأ محمد مجدي مسيرته الاحترافية في الدوري المصري الممتاز مع نادي إنبي عام 2005، ثم انتقل إلى موكتيجودا سانغساد في الدوري البنغلاديشي الممتاز عام 2012، لتبدأ بذلك رحلته الاحترافية الدولية.
في عام 2015، انضم إلى لينكس في دوري جبل طارق الممتاز، حيث لفت الأنظار بأدائه الجيد.
وبعد تجربته الأوروبية، تعاقدت معه وكالة "ترانسفير أكاديمي" في المالديف للانضمام إلى نادي إيغلز، حيث ساهم بفوز الفريق ببطولة كأس الرئيس 2016 (المالديف). ونال جائزة "أفضل لاعب" في المباراة النهائية.
حالياً، يلعب مجدي مع أحد أحدث الأندية الرياضية في الكويت، برقان، ضمن الدوري الكويتي.